# Commodity-Dienstleistung
Commodity-Dienstleistung (engl. commodity service; von commodity u. a. Allerweltsprodukt), auch Standarddienstleistung oder Routine-Dienstleistung, ist eine standardisierte, häufig auch automatisierte Dienstleistung, die von unterschiedlichen Anbietern in tatsächlich oder vermeintlich gleichartiger Weise erbracht wird.

## Beispiele
Beispiele für automatisierte Commodity-Dienstleistungen sind:
- Funktionalitäten von Selbstbedienungsautomaten ohne Verkaufsfunktion (z. B. Schuhputzautomat, Massagesessel, Geldautomat, Leergutautomat, Geldwechselautomat, Autowaschanlage)
- Leistung eines Fahrgeschäfts
- Kernleistungen eines Rechenzentrums oder Telekommunikationsdiensteanbieters
- Funktionalitäten des Online-Bankings

Beispiele für nicht automatisierte Commodity-Dienstleistungen sind:
- Blutabnahme beim Arzt
- Müllabfuhr
- Telefonauskunft (teilweise)
- Standardisiertes Privatkundengeschäft von Banken und Versicherungen (ausgenommen Beratung und Vertrieb)

## Preismodelle
Bei der Vergütung von Commodity-Dienstleistungen sind folgende Preismodelle üblich:
- Fester Stückpreis: wird für jede einzelne Inanspruchnahme der Dienstleistung erhoben (z. B. Bezahlung pro Betrachtung, engl. pay per view)
- Fester Preis pro Entfernung oder Zeitspanne: wird für jede Einheit erhoben, in der die Dienstleistung in Anspruch genommen wird (z. B. Kilometerpreis, engl. price per mile; Minutenpreis, engl. price per minute)
- Pauschaltarif (Flatrate): erlaubt dem Kunden, die Dienstleistung beliebig oft pro Zeitspanne (z. B. Monat) zu einem festen Preis in Anspruch zu nehmen.

Oft werden Commodity-Dienstleistungen gar nicht (bzw. für den Kunden nicht erkennbar) in Rechnung gestellt (Gratisleistung). Während sich der Gesamtpreis offiziell nur aus Entgelten für Nicht-Commodity-Dienstleistungen zusammensetzt, resultiert der Deckungsbeitrag für die Commodity-Dienstleistungen aus einer Mischkalkulation.

## Wettbewerbssituation
Solange der Markt für eine Commodity-Dienstleistung noch nicht gesättigt ist, drängen Nachahmer meist in schneller Folge auf den Markt, um sich Marktanteile zu sichern.
Andererseits ist der Markt für Commodity-Dienstleistungen wegen deren großer Ähnlichkeit von einer niedrigen Bindung (Markentreue) bzw. einer hohen Wechselbereitschaft der Nachfrager gegenüber den Anbietern gekennzeichnet. Da sich die Dienstleistungen der verschiedenen Commodity-Anbieter oft nur im Preis (und nur unwesentlich im „Inhalt“) unterscheiden, lassen sich die Anbieter aus Sicht der Nachfrager leicht „austauschen“. Dies gibt den Nachfragern eine große Macht gegenüber den Anbietern (Käufermarkt).
Der Wettbewerb um die Kunden ist intensiv und wird vorwiegend über den Preis ausgetragen. Er trägt mitunter ruinöse Züge. Von den Anbietern verlangt der Konkurrenzkampf ein extremes Kostenbewusstsein (oft verbunden mit der Zahlung von Niedriglöhnen) und eine hohe Innovationsbereitschaft.
Für die Anbieter rechnet sich das Geschäft mit Commodity-Dienstleistungen nur bei großen Absatzmengen (Massengeschäft). Märkte für Commodity-Dienstleistungen tendieren daher zur Konzentration, d. h. Herausbildung von Oligo- oder Duopolen.

## Differenzierungsstrategien
Es liegt in der Natur von Commodity-Dienstleistungen (Standardisierung), dass sich deren Anbieter nur bedingt über die Eigenschaften dieser Leistungen am Markt differenzieren können. Häufig praktizierte Differenzierungsansätze sind unter anderem:
- Gemeinsame Abrechnung von Commodity-Dienstleistungen im Verbund mit Mehrwertdiensten (z. B. Beratungsleistungen) und
- „Atomisierung“ von Dienstleistungen in elementare Leistungen („No frills“-Konzept), die von den Nachfragern frei konfiguriert werden können und einzeln zu bezahlen sind.

## Antonym
Das Gegenteil einer Commodity-Dienstleistung ist eine individuelle, individualisierte oder Individual-Dienstleistung (englisch tailored service). Sie geht auf spezielle Wünsche und Anforderungen des Auftraggebers ein bzw. berücksichtigt Besonderheiten des Leistungsempfängers oder „externen Faktors“ (ist also „maßgeschneidert“). Der Übergang zwischen standardisierter und individualisierter Dienstleistung ist fließend.
Die extreme Form einer individuellen Dienstleistung ist eine Experten-Dienstleistung. Sie kann nur von einem Spezialisten ausgeführt werden (der möglicherweise sogar ein De-facto-Monopol hat) und zeichnet sich durch folgende Merkmale aus:
- hoher Grad an Individualität, Innovation, Komplexität und Risiko der Aufgabe;
- hohe Anforderungen an das Wissen, das Können und die geistige Beweglichkeit (z. B. Intelligenz, Kreativität, Flexibilität) des Leistungserbringers.